# Charakter przestępstwa
Charakter przestępstwa (ang. The Nature of a Crime) – trzecia i ostatnia powieść napisana wspólnie przez Josepha Conrada i brytyjskiego pisarza Forda Madoksa Forda. Opublikowana w 1909 w czasopiśmie „The English Review”, w formie książkowej wydana po śmierci Conrada, w 1924.

## Historia wydania
W 1906 rodzina Conradów po powrocie z trzymiesięcznego pobytu we Francji mieszkała przez jakiś czas w domu będącym własnością Forda w Winchelsea. Zdzisław Najder pisze, że powodem było m.in. to, że: „Ford pragnął współpracy Conrada przy fabrykowanej dla pieniędzy, kiczowatej opowieści Charakter przestępstwa”. Potem drogi obu pisarzy rozeszły się na kilkanaście lat. Pod koniec życia Conrada, w pierwszej połowie 1924, Ford zaproponował wydanie w oddzielnym tomie Charakteru przestępstwa, głównie powodowany motywami finansowymi. Sprawa przeciągała się ze względu na kwestie praw autorskich i wydawniczych. Powieść ukazała się już po śmierci Conrada.
Przedmowa do wydania książkowego powieści była ostatnim ukończonym tekstem literackim napisanym przez Conrada.